# Sam Whitelock
Samuel Lawrence Whitelock (Palmerston North, Manawatu-Wanganui, 12 d'octubre de 1988) és un jugador de rugbi neozelandès que juga com a segona línia pels Crusaders en la competició del Super Rugby i per Canterbury a la Air New Zealand Cup.
És el germà menor de George Whitelock i fill d'un anterior Junior All Black, Braeden Whitelock.  Whitelock fou membre de l'equip que va guanyar el campionat mundial junioor de 2008, coneguts com els Baby All Blacks Va jugar 5 partits, marcant un assaig contra Argentina.
Whitelock va fer el seu debut en Air New Zealand Cup en 2008 contra Wellington. El seu debut en el Super Rugby va ser contra els Highlanders en el 2010.
En 2010 va ser seleccionada per a l'equip dels All Blacks per a la sèrie de tests de meitat d'any, així com el Tres Nacions de 2010. Va debutar contra Irlanda, i va marcar dos assaigs. L'any 2011, va ser seleccionat per a la Copa Mundial de Rugbi de 2011 i va sortir de titular en el segon partit de la fase de grups, mantenint aquesta posició durant la resta del torneig, i guanyant la copa.
En 2015 és seleccionat per formar part de la selecció neozelandesa que participa en la Copa Mundial de Rugbi de 2015.
Va formar part de l'equip que va guanyar la final davant Austràlia per 34-17, entrant en la història del rugbi en ser la primera selecció que guanya el títol de campió en dues edicions consecutives.
Whitelock va ser objecte de crítiques per part de la Landmark Foundation en 2014 quan van sortir en unes fotografies d'ell posant davant d'una zebra morta a Sud-àfrica.

## Palmarès i distincions notables
- Rugby Championship: 2010, 2012, 2013 i 2014
- Copa del Món de Rugbi de 2011 i 2015